# Литл-Бэр
Литл-Бэр (англ. Little Bear River) — река на севере штата Юта, США. Приток реки Бэр, которая в свою очередь впадает в Большое Солёное озеро. Длина составляет 58,6 км. Берёт начало у города Эйвон, где сливаются верховья Саут-Форк, Ист-Форк и Дэйвенпорт-Крик, и течёт на север до города Парадайс, где река разливается по широкой долине Каче. Продолжает течь на север до города Хайрам, где образует водохранилище Хайрам, затем протекает преимущественно в западном направлении, до города Уэлсвилл. Вновь поворачивает на север, принимает приток Логан и впадает в реку Бэр в месте, где та образует водохранилище Катлер.